# Isola Norfolk
L'isola Norfolk (in inglese Norfolk Island) è l'isola principale dell'omonimo piccolo arcipelago dell'oceano Pacifico, il quale forma il Territorio dell'Isola Norfolk (Territory of Norfolk Island).
Il territorio è situato ad est dell'Australia, tra la Nuova Zelanda e la Nuova Caledonia. Ha una superficie di 34 km² e fa parte dei territori esterni australiani.
L'arcipelago è formato dall'Isola di Norfolk (32,5 km²), dalla vicina Phillip Island (2 km²) (29°07′S 167°57′E), e dalla piccolissima Nepean Island, situata tra le prime due. Norfolk è l'unica isola del territorio ad essere abitata.
Ai fini elettorali fa parte, dal 2016, della Divisione di Bean, nel Territorio della Capitale.
Il pino dell'isola Norfolk (Araucaria heterophylla), che figura nella bandiera locale, è una pianta endemica imparentata con due specie presenti in Australia.

## Storia
I primi segni di presenza umana nell'isola Norfolk sono collocabili tra il XIV ed il XV secolo ad opera di popolazioni polinesiane provenienti dalle Isole Kermadec che si trovano a nord della Nuova Zelanda e dall'Isola del Nord, una delle due principali isole della Nuova Zelanda.
Il primo europeo che scoprì e chiamò in tal modo l'isola, all'epoca disabitata, fu il capitano James Cook l'8 ottobre del 1774. Il nome venne scelto per omaggiare la deceduta Duchessa di Norfolk, moglie del 9º Duca di Norfolk Edward Howard. Nell'anno 1788 l'isola fu inclusa nella colonia del Nuovo Galles del Sud; le autorità britanniche decisero di instaurarvi una colonia penale, la quale fu abbandonata nell'anno 1814. Nel 1824 fu deciso di costituire una seconda colonia penale abbandonata a sua volta nel maggio del 1855. Intanto nel 1844 l'isola era stata aggregata alla colonia della Terra di van Diemen, la futura Tasmania.
L'8 giugno del 1856 l'isola fu colonizzata per la terza volta, dai 194 abitanti dell'isola di Pitcairn eredi degli ammutinati del Bounty, giunti con il vascello mercantile Morayshire, commissionato dalle autorità britanniche. Questi furono costretti a trasferirsi nell'isola di Norfolk a causa della scarsezza delle risorse della piccola isola di Pitcairn, e per l'eccessiva crescita demografica. Tuttora è molto forte il rapporto con i pochi coloni ritornati a Pitcairn tra il 1858 e il 1863. Inoltre è molto sentito il legame culturale con la prima comunità stanziatasi nell'isola Pitcairn nata sotto la guida morale di John Adams, ultimo sopravvissuto tra gli ammutinati del Bounty. Ad esempio ancora oggi ogni anno l'8 giugno si tiene la festa denominata Bounty Day, per ricordare il viaggio che compirono i loro avi.
Dal 1856 divenne un possedimento distinto dalle colonie australiane, amministrato da un proprio governatore, che nella fattispecie fu identificato con quello del Nuovo Galles del Sud. Tale ufficio fu successivamente abolito nel 1897, in previsione di una futura annessione ad una colonia esistente: nel frattempo il governatore del Nuovo Galles del Sud continuava a svolgere l'amministrazione dell'isola, anche dopo il 1901, quando venne formato il Commonwealth of Australia. Con il Norfolk Act del 1913 fu stabilito che l'isola divenisse un territorio esterno dell'Australia, con efficacia dal 1º luglio 1914. 
Durante la Seconda guerra mondiale divenne una base aerea ed un punto di rifornimento strategico tra l'Australia e la Nuova Zelanda. Dal 1979 l'Australia ha concesso all'isola una discreta autonomia politica ed amministrativa.
Il 4 ottobre 2015, l'isola di Norfolk ha deliberato il cambiamento di fuso orario da UTC+11:30 a UTC+11.

### Autonomia
Dal 1979 l'Australia aveva garantito all'isola un limitato autogoverno, caso unico fra i territori esterni. Fu istituita un'assemblea legislativa di nove membri, che poteva deliberare per gli affari locali, mentre il governo centrale manteneva la sua autorità tramite un amministratore.
Ma dal 2015, come annunciato, il governo australiano ha messo in pratica una serie di riforme generali relative all'amministrazione dell'isola. A partire dal 17 giugno 2015, l'Assemblea legislativa dell'isola di Norfolk è dichiarata disciolta e il territorio è governato dall'amministratore assistito da un Consiglio. Le elezioni del nuovo Consiglio regionale sono state celebrate il 28 maggio 2016 e il nuovo organo si è insediato il 1º luglio 2016.
Da questa data, la maggior parte delle leggi del Commonwealth australiano sono state estese all'isola; questo significa che la tassazione, la sicurezza sociale, l'immigrazione, le dogane e l'organizzazione sanitaria sono applicate sulla base dei regolamenti in vigore in Australia continentale. I residenti dell'isola sono diventati elettori del ACT di Canberra.
Nel territorio dell'isola si è sviluppato un forte movimento di resistenza a questi cambiamenti, che si è appellato anche alle Nazioni Unite per chiedere l'inclusione nella lista dell'ONU dei territori non autonomi.

## Geografia
Il territorio dell'isola di Norfolk si trova nell'Oceano Pacifico meridionale, a est della terraferma australiana. La stessa isola di Norfolk è l'isola principale del gruppo di isole che il territorio comprende e si trova a 29 ° 02′S 167 ° 57′E. Ha una superficie di 34,6 chilometri quadrati, senza corpi idrici interni di grandi dimensioni e 32 km di costa. Norfolk si è formata da diverse eruzioni vulcaniche tra 3,1 e 2,3 milioni di anni fa.
Il punto più alto dell'isola è il Monte Bates che raggiunge i 319 metri sul livello del mare, situato nel quadrante nord-ovest dell'isola. La maggior parte del terreno è adatto per l'agricoltura e altri usi agricoli. Phillip Island, la seconda isola più grande del territorio, si trova a 29 ° 07′S 167 ° 57′E, sette chilometri a sud dell'isola principale.
La costa dell'isola di Norfolk è costituita, a vari livelli, da pareti rocciose. Esiste un pendio verso il basso verso Slaughter Bay ed Emily Bay, il sito dell'insediamento coloniale originale di Kingston. Non ci sono strutture portuali sicure sull'isola di Norfolk, con moli di carico esistenti a Kingston e Cascade Bay. Tutte le merci non prodotte internamente vengono portate via nave, di solito a Cascade Bay. Emily Bay, protetta dall'Oceano Pacifico da una piccola barriera corallina, è l'unica area sicura per il nuoto ricreativo, sebbene le onde da surf si possano trovare ad Anson e Ball Bays.
Il clima è subtropicale e mite, con poca differenziazione stagionale. L'isola è il residuo eroso di un vulcano basaltico attivo da 2,3 a 3 milioni di anni fa, con aree interne ora costituite principalmente da pianure ondulate. Forma il punto più alto del Norfolk Ridge, parte del continente sommerso Zealandia.
L'area che circonda il Monte Bates è preservata come Parco nazionale dell'isola di Norfolk. Il parco, che copre circa il 10% del territorio dell'isola, contiene i resti delle foreste che originariamente coprivano l'isola, compresi i popolamenti della foresta pluviale subtropicale.
Il parco comprende anche le due isole minori a sud dell'isola di Norfolk, Nepean Island e Phillip Island. La vegetazione di Phillip Island è stata devastata dall'introduzione durante l'era penale di animali infestanti come maiali e conigli, conferendole un colore rosso-marrone visto dal Norfolk; tuttavia, il lavoro di disinfestazione e bonifica da parte del personale del parco ha recentemente apportato alcuni miglioramenti all'ambiente di Phillip Island.
Il principale insediamento sull'isola di Norfolk è Burnt Pine, situato prevalentemente lungo Taylors Road, dove si trovano il centro commerciale, l'ufficio postale, il negozio di bottiglie, la centrale telefonica e la sala della comunità. L'insediamento esiste anche su gran parte dell'isola, costituito in gran parte da fattorie ampiamente separate.
Government House, la residenza ufficiale dell'amministratore, si trova a Quality Row in quello che era l'insediamento penale di Kingston. Qui si trovano anche altri edifici governativi, tra cui il tribunale, l'Assemblea legislativa e l'amministrazione. Il ruolo di Kingston è in gran parte un cerimoniale, tuttavia, con la maggior parte dell'impulso economico proveniente da Burnt Pine.

## Ambiente

### Bio-regione
Norfolk Island fa parte della Regionalizzazione biogeografica provvisoria per la regione australiana "Isole subtropicali del Pacifico" (PSI) e forma la sottoregione PSI02, con un'area di 3.908 ettari (9.660 acri).

### Flora
L'isola di Norfolk ha 174 piante autoctone; 51 di loro sono endemiche. Almeno 18 specie endemiche sono rare o minacciate. La palma dell'isola di Norfolk (Rhopalostylis baueri) e la felce arborea liscia (Cyathea brownii), la felce arborea più alta del mondo, sono comuni nel Parco nazionale dell'isola di Norfolk ma rari in altre parti dell'isola. Prima della colonizzazione europea, la maggior parte dell'isola Norfolk era ricoperta da foresta pluviale subtropicale, la cui chioma era composta da Araucaria heterophylla (pino dell'isola di Norfolk) nelle aree esposte, e la palma Rhopalostylis baueri e le felci arboree Cyathea brownii e C. australis in zone umide protette le zone. Il sottobosco era denso di liane e felci che coprivano il suolo della foresta. È rimasto solo un piccolo tratto di 5 km² (1,9 miglia quadrate) di foresta pluviale, che è stato dichiarato Parco nazionale dell'isola di Norfolk nel 1986.
Questa foresta è stata infestata da diverse piante introdotte. Le scogliere e le ripide pendici del Monte Pitt sostenevano una comunità di arbusti, piante erbacee e rampicanti. Sono stati preservati alcuni tratti di vegetazione sulla cima di una scogliera e sulla costa. Il resto dell'isola è stato ripulito da pascoli e abitazioni. Il pascolo e le erbacce introdotte minacciano attualmente la flora autoctona, spostandola in alcune zone. In effetti, ci sono più specie di erbe infestanti che specie autoctone sull'isola di Norfolk.

### Fauna
Essendo un'isola oceanica relativamente piccola e isolata, Norfolk ha pochi uccelli terrestri ma un alto grado di endemicità tra di loro. L'isola di Norfolk ospita una radiazione di circa 40 specie endemiche di lumache. Molte delle specie e sottospecie di uccelli endemiche si sono estinte a seguito della massiccia eliminazione della vegetazione nativa dell'isola della foresta pluviale subtropicale per l'agricoltura, la caccia e la persecuzione come parassiti agricoli. Gli uccelli hanno anche sofferto dell'introduzione di mammiferi come ratti, gatti, maiali e capre, nonché di concorrenti introdotti come merli comuni e roselle cremisi. Sebbene l'isola sia politicamente parte dell'Australia, molti degli uccelli nativi dell'isola di Norfolk mostrano affinità con quelli della vicina Nuova Zelanda, come il kaka di Norfolk, il piccione di Norfolk e il Norfolk Boobook.
Le estinzioni includono quella endemica di Norfolk kaka, Norfolk ground dove e Norfolk pigeon, mentre della sottospecie endemica lo storno, il triller, il tordo e il gufo reale sono estinti, sebbene i geni di quest'ultimo persistano in una popolazione ibrida discendente dall'ultima femmina. Altri uccelli endemici sono l'occhio bianco dal petto bianco, che potrebbe essere estinto, il parrocchetto di Norfolk, il gerygone di Norfolk, l'occhio bianco dal becco sottile e la sottospecie endemica del pettirosso del Pacifico e del fischietto dorato. Le ossa subfossili indicano che una specie di beccaccino Coenocorypha è stata trovata anche sull'isola ed è ora estinta, ma le relazioni tassonomiche di questo non sono chiare e non sono state ancora descritte scientificamente.
Il gruppo di isole Norfolk, l'isola di Nepean, ospita anche uccelli marini da riproduzione. La procellaria della provvidenza è stata cacciata fino all'estinzione locale all'inizio del XIX secolo, ma ha mostrato segni di ritorno a riprodursi a Phillip Island. Altri uccelli marini che si riproducono lì includono la procellaria dal collo bianco, la procellaria di Kermadec, la berta cuneo, la sula australiana, il tropico dalla coda rossa e il ternlet grigio. La sterna fuligginosa (conosciuta localmente come l'uccello balena) è stata tradizionalmente soggetta alla raccolta stagionale delle uova da parte degli abitanti delle isole Norfolk.
L'isola di Norfolk, con la vicina isola di Nepean, è stata identificata da BirdLife International come Important Bird and Biodiversity Area perché supporta l'intera popolazione di occhi bianchi dal petto bianco e dal becco sottile, parrocchetti della Norfolk e gerygones della Norfolk, nonché oltre l'1% dei le popolazioni mondiali di berte dalla coda a cuneo e uccelli tropicali dalla coda rossa. La vicina Phillip Island è trattata come un IBA separato.
Norfolk Island ha anche un giardino botanico, che ospita una notevole varietà di specie vegetali. Tuttavia, l'isola ha un solo mammifero nativo, il pipistrello bargiglio di Gould (Chalinolobus gouldii). È molto raro e potrebbe già essere estinto sull'isola.
La coda di rondine della Norfolk (Papilio amynthor) è una specie di farfalla che si trova sull'isola di Norfolk e nelle Isole della Lealtà.
I cetacei erano storicamente abbondanti in tutta l'isola poiché le cacce commerciali sull'isola erano attive fino al 1956. Oggi, un numero di balene più grandi è scomparso, ma anche oggi molte specie come megattera, balenottera minore, balenottera boreale e delfini possono essere osservate vicino alla riva e sono state condotte regolarmente indagini scientifiche. Le balene australi una volta erano migranti regolari nel Norfolk, ma sono state gravemente impoverite dalle cacce storiche e, inoltre, dalla recente caccia illegale delle baleniere sovietiche e giapponesi, con il risultato che nessuna o pochissime balene vivono ancora in queste regioni. 
Gli squali balena possono essere incontrati anche al largo dell'isola.

## Demografia

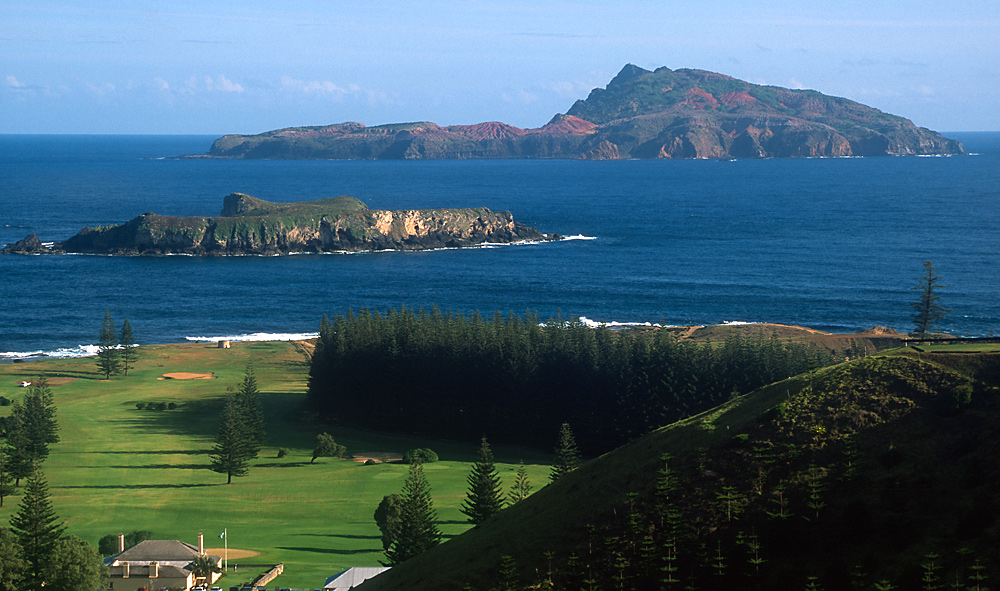
Panorama di Norfolk Island, con Nepean e Philip Island in distanza

Nel luglio 2003 la popolazione dell'isola Norfolk era di 1.853 abitanti, con un tasso di crescita annua dello 0,01%. Nello stesso periodo risultava che il 20,2% della popolazione aveva meno di 14 anni, il 63,9% aveva un'età compresa tra i 15 e i 64 anni e il 15,9% ne aveva più di 65.
L'emigrazione si sta facendo piuttosto consistente, con molti isolani che si trasferiscono in Australia o Nuova Zelanda. Gli isolani che vogliono completare gli studi oltre il dodicesimo anno scolastico devono spostarsi sul continente, così come i professionisti in cerca di lavoro. Benché manchino stime ufficiali, si ritiene che il tasso di alfabetizzazione sia pari al 100%.
La maggior parte degli abitanti è di origine europea: alcuni di essi discendono dagli ammutinati del Bounty, gli altri sono immigrati più recentemente dall'Australia o dalla Nuova Zelanda. Tra i discendenti degli ammutinati, alcuni possono vantare una qualche origine polinesiana, benché siano in pochi a considerarsi polinesiani a tutti gli effetti.
La religione più praticata è quella cristiana. Nel 1996, la popolazione era così ripartita: anglicani 37,4%, Chiesa congregazionalista 14,5%, cattolici 11,5%, avventisti 3,1%.
Gli isolani parlano sia l'inglese sia una lingua creola nota come Norfuk, un misto di inglese settecentesco e tahitiano. Il Norfuk rischia di scomparire a causa della mobilità degli abitanti e dell'arrivo di turisti; tuttavia si sta cercando di preservare tale lingua attraverso la pubblicazione di dizionari e l'uso nella segnaletica.

## Religione
Il 62% degli isolani sono cristiani. Dopo la morte del primo cappellano Rev G. H. Nobbs nel 1884, fu formata una chiesa metodista e nel 1891 una congregazione avventista del settimo giorno guidata da uno dei figli di Nobbs. Un po' di insoddisfazione per Nobbs, il rituale più organizzato e formale del servizio della Chiesa d'Inghilterra derivante dall'influenza della Missione Melanesiana, il declino della spiritualità, l'influenza dei balenieri americani in visita, la letteratura inviata dai cristiani all'estero, impressionati dalla storia di Pitcairn e l'adozione dell'avventismo del settimo giorno da parte dei discendenti degli ammutinati, contribuì a questi sviluppi.
La Chiesa cattolica romana iniziò a lavorare nel 1957 e alla fine degli anni '90 un gruppo lasciò l'ex Metodista (allora Uniting Church) e formò una compagnia carismatica. Nel 2011, il 34% dei residenti ordinari si identificava come anglicano, il 13% come appartenente alla Chiesa unitaria, il 12% come cattolico romano e il 3% come avventista del settimo giorno, mentre il 9% proveniva da altre religioni, il 24% non aveva religione e il 7% non indicava una religione. Le congregazioni ordinarie tipiche di qualsiasi chiesa non superano i 30 residenti locali nel 2010. Le tre denominazioni più vecchie hanno buone strutture. I ministri sono generalmente visitatori a breve termine.

## Crimine
L'isola Norfolk, da sempre considerata un luogo tranquillo, è stata negli ultimi anni teatro di due omicidi violenti. Il vice-primo ministro dell'isola, Ivens Buffett, è stato trovato morto nel 2004, due anni dopo l'uccisione di un altro abitante (i due omicidi non erano collegati tra loro). A parte questi episodi, il tasso di criminalità dell'isola rimane basso.

## Ecologia
Dal 2010 ogni abitante dell'isola ha in dotazione una carta di credito, con la quale pagare i propri consumi energetici. La carta ha un limite massimo di unità di carbonio da consumare. Limite che andrà a ridursi gradualmente ogni anno. Gli obiettivi dichiarati del progetto sono, da un lato, ridurre le emissioni di gas serra (tra cui la CO2), e dall'altro, intervenire sul problema dell'obesità. Indotti a limitare le spese per i consumi energetici, gli abitanti di Norfolk Island presumibilmente si muoveranno di più a piedi o in bicicletta, con beneficio per la loro salute.